# Tinea abactella
Tinea abactella är en fjärilsart som beskrevs av Walker 1863. Tinea abactella ingår i släktet Tinea och familjen äkta malar. Inga underarter finns listade i Catalogue of Life.